# Grant Brandell
James Brandell es el actual bajista de la banda metalcore Underoath. Se incorporó después del lanzamiento del tercer álbum de Underoath, The Changing of Times. Fue el exguitarrista de la banda de metal Becoming Anthesis. Brandell nació y se crio en la bahía de Tampa, Florida y ha estado tocando música desde séptimo grado. Él comenzó tocando saxofón en la escuela y tocó durante siete años. Comenzó a tocar el bajo a los 16 años para sustituir a la bajista de su banda que había dejado, y ha estado tocando desde entonces. Antes de Underoath él también tocó en una banda cristiana de ska, Point Blank, donde conoció a James Smith, quien es el guitarrista rítmico de Underoath. Brandell casi se crio en la iglesia, iba con su familia y se convirtió al cristianismo cuando tenía 13 años. Brandell utiliza los bajos Ampeg 8x10 Bass Cabinet, Ampeg Svt Pro 4 Amp head, un Sans Amp Rack Pre-amp y un Ernie Ball Musicman Stingray.

## Discografía
- They're Only Chasing Safety (2004)
- Define the Great Line (2006)
- Lost In The Sound Of Separation (2008)
- Ø (Disambiguation) (2010)
- Erase Me (2018)
- Voyeurist (2022)
- The Place After This One (2025)